# Ханет Соуто
Ханет Соуто (ісп. Janet Souto; нар. 22 листопада 1967) — колишня іспанська тенісистка.
Найвищу одиночну позицію світового рейтингу — 217 місце досягла 19 червня 1989, парну — 122 місце — 17 серпня 1992 року.
Найвищим досягненням на турнірах Великого шолома було 2 коло в парному розряді.

## Фінали ITF

### Одиночний розряд (1–0)
| Легенда                   |
| ------------------------- |
| турніри $50,000 / $60,000 |
| турніри $25,000           |
| турніри $10,000 / $15,000 |

| Результат | Ранг | Дата            | Турнір         | Покриття | Суперниця        | Рахунок       |
| --------- | ---- | --------------- | -------------- | -------- | ---------------- | ------------- |
| Перемога  | 1.   | 21 вересня 1987 | Лорка, Іспанія | Ґрунт    | Марія Страндлунд | 1–6, 6–4, 6–4 |

### Парний розряд (11–10)
| Результат | Ранг | Дата            | Турнір                          | Покриття | Партнерка        | Суперниці                                 | Рахунок          |
| --------- | ---- | --------------- | ------------------------------- | -------- | ---------------- | ----------------------------------------- | ---------------- |
| Перемога  | 1.   | 28 липня 1986   | Сецце, Італія                   | Ґрунт    | Ніноска Соуто    | Роса Б'єльса Елена Герра                  | 6–3, 7–6         |
| Перемога  | 2.   | 24 серпня 1987  | Порту, Португалія               | Ґрунт    | Ніноска Соуто    | Габі Кастро Ана Сегура                    | 4–6, 6–2, 6–0    |
| Перемога  | 3.   | 7 березня 1988  | Кастельйон-де-ла-Плана, Іспанія | Ґрунт    | Ніноска Соуто    | Лусіла Бесерра Клаудія Ернандес           | 4–6, 6–2, 6–2    |
| Перемога  | 4.   | 8 серпня 1988   | Палермо, Італія                 | Ґрунт    | Роса Б'єльса     | Еллісон Купер Мері Норвуд                 | 6–3, 2–6, 7–5    |
| Перемога  | 5.   | 15 серпня 1988  | Кальтаджіроне, Італія           | Ґрунт    | Тітія Вілмінк    | Габі Кастро Ана Сегура                    | 6–4, 6–2         |
| Поразка   | 6.   | 29 серпня 1988  | Корсика, Франція                | Ґрунт    | Роса Б'єльса     | Беттіна Діснер Мареке Плохер              | 1–6, 4–6         |
| Поразка   | 7.   | 12 вересня 1988 | Арцакена, Італія                | Тверде   | Роса Б'єльса     | Енн Гросбек Трейсі Мортон-Роджерс         | 5–7, 1–6         |
| Поразка   | 8.   | 28 серпня 1989  | Арцакена, Італія                | Тверде   | Роса Б'єльса     | Анне Аалонен Нанне Дальман                | 1–6, 1–6         |
| Перемога  | 9.   | 18 вересня 1989 | Порту, Португалія               | Ґрунт    | Роса Б'єльса     | Вірхінія Руано Паскуаль Інмакулада Варас  | 3–6, 6–3, 6–4    |
| Поразка   | 10.  | 12 березня 1990 | Мурсія, Іспанія                 | Ґрунт    | Роса Б'єльса     | Ана-Белен Кінтана Ана Сегура              | 5–7, 5–7         |
| Перемога  | 11.  | 25 лютого 1991  | Валенсія, Іспанія               | Ґрунт    | Роса Б'єльса     | Жанетта Гусарова Зденька Малкова          | 6–2, 6–3         |
| Поразка   | 12.  | 8 квітня 1991   | Лімож, Франція                  | Килим    | Роса Б'єльса     | Анне Аалонен Євгенія Манюкова             | 3–6, 6–1, 5–7    |
| Поразка   | 13.  | 3 червня 1991   | Мілан, Італія                   | Ґрунт    | Роса Б'єльса     | Наталі Бодон Франческа Романо             | 4–6, 5–7         |
| Перемога  | 14.  | 1 липня 1991    | Палермо, Італія                 | Ґрунт    | Роса Б'єльса     | Клаудія Піччіні Крістіна Сальві           | 6–3, 6–2         |
| Перемога  | 15.  | 19 серпня 1991  | Сполето, Італія                 | Ґрунт    | Ана Сегура       | Інгелісе Дрігейс Луїс Флемінг             | 3–6, 7–6(5), 6–4 |
| Поразка   | 16.  | 28 жовтня 1991  | Мадейра, Португалія             | Тверде   | Роса Б'єльса     | Карін Баккум Майке Бабель                 | 3–6, 2–6         |
| Перемога  | 17.  | 13 липня 1992   | Віго, Іспанія                   | Ґрунт    | Роса Б'єльса     | Кайлі Джонсон Забіне Ломанн               | 2–6, 6–3, 7–5    |
| Поразка   | 18.  | 21 вересня 1992 | Ачиреале, Італія                | Тверде   | Ана Сегура       | Кіррілі Шарп Клер Вегінк                  | 6–4, 1–6, 1–6    |
| Поразка   | 19.  | 21 лютого 1994  | Валенсія, Іспанія               | Ґрунт    | Гала Леон Гарсія | Седа Норландер Ганнеке Кетеларс           | 4–6, 4–6         |
| Поразка   | 20.  | 6 червня 1994   | Елваш, Португалія               | Тверде   | Дезіре Лойпольд  | Анн Девріє Софія Празеріс                 | 2–6, 6–4, 5–7    |
| Перемога  | 21.  | 27 червня 1994  | Касерес (Іспанія), Іспанія      | Тверде   | Гала Леон Гарсія | Маріам Рамон Клімент Марія Санчес Лоренсо | 4–6, 6–2, 6–1    |